# Nematogobius maindroni
Nematogobius maindroni es una especie de peces de la familia de los Gobiidae en el orden de los Perciformes.

## Morfología
Los machos pueden llegar a alcanzar los 8 cm de longitud total.

## Hábitat
Es un pez de Clima tropical (20 °C-25 °C) y demersal. 

## Distribución geográfica
Se encuentra en el Atlántico oriental: desde el Senegal hasta el Golfo de Guinea y Angola.

## Observaciones
Es inofensivo para los humanos. 